# Gynoplistia ofarrelli
Gynoplistia ofarrelli là một loài ruồi trong họ Limoniidae. Chúng phân bố ở miền Australasia.